# لیگ دسته اول فوتبال مونته‌نگرو
 لیگ دسته اول فوتبال مونته‌نگرو (به مونته‌نگروئی: Prva crnogorska fudbalska liga) معتبرترین لیگ فوتبال در کشور مونته‌نگرو است که از سال ۲۰۰۶ تاکنون در حال برگزار می‌شود. این لیگ از ۱۲ تیم که از سراسر کشور مونته‌نگرو در آن شرکت می‌کنند برگزار می‌شود.
باشگاه فوتبال موگرن با ۲ قهرمانی پرافتخارترین تیم این سری مسابقات به حساب می‌آید.